# Diego de Villarroel
Diego de Villarroel   (El Puente del Arzobispo, 1520 (Gregorià) - Santiago del Estero, 1578 (Gregorià)), nascut com Diego González de Villarroel i Aguirre Meneses, va ser un hidalgo, militar, conqueridor i colonitzador espanyol que va ser nomenat el 1554 com a segon alcalde de primer vot de la ciutat de Santiago del Estero i posteriorment com a tinent general de la governació del Tucumán des de 1565, per fundar la nova de San Miguel de Tucumán, que seria centre administratiu de la seva jurisdicció territorial, la qual va gestionar amb el títol global de tinent de governador general de San Miguel de Tucumán.
Va ocupar el càrrec de tinent general fins al 1567 (exceptuant uns mesos que va ser ocupat pel capità Gaspar de Medina), i el de tinent de governador fins al 1569.

## Biografia fins a la rebel·lió dels comanders

### Origen familiar i joventut
Diego de Villarroel va néixer c. 1520 a la localitat de Villafranca del Puente del Arzobispo, dins el Regne de Toledo que formava part de la Corona de Castella, sent fill de Pedro González de Villarroel (n. Villafranca del Puente del Arzobispo, c. 1490) i d'Isabel de Meneses Aguirre i de la Rúa (n. Talavera de la Reina, 1494), la germana gran de governador Francisco d'Aguirre.

### La seva tasca conqueridora a Sud-amèrica i la rebel·lió pizarrista
Diego de Villarroel va viatjar a l'Amèrica espanyola el 1546, amb Pedro de La Gasca i Rodrigo de Cepeda (1514-1557), el germà de santa Teresa de Jesús. Es va instal·lar a Lima (que havia estat fundada deu anys enrere, el 18 de gener de 1535) i va continuar allà amb la tasca conqueridora del territori.
Quan va sorgir la rebel·lió de Gonzalo Pizarro i els comanders, va donar suport a La Gasca, que en moment era governador interí de el nou Virregnat del Perú. Per aquesta raó, es diu de Villarroel que va ser:
| « | un dels primers descobridors dels regnes del Perú i de Xile, i que a la rebel·lió que hi va haver al Perú en els seus principis, es va trobar sempre a la part de Sa Majestat, que Déu guardi, i amb el Senyor Inquisidor don Pedro de La Gasca, president de la ciutat de Los Reyes. | » |

Sota l'avantguarda del capità Pedro de Valdivia i acompanyats per Juan de Garay (al comandament de La Gasca) i els capitans Alonso de Alvarado i Francisco Hernández Girón, Villarroel va lluitar contra Gonzalo Pizarro i Francisco de Carvajal a la batalla de Jaquijaguana, el 9 d'abril de 1548, esdevinguda a la vall de Sacsahuana (situada a uns 25 km de Cusco).
Hernández Girón, qui a més de ser comander de Cusco, considerava que els seus serveis a la Corona espanyola no estaven ben remunerats, al que va sumar la seva oposició a l'aplicació de les Lleis d'Índies (que havien estat portades pel llavors virrei Blasco Núñez Vela i sancionades per l'emperador Carles V, a Madrid el 20 de novembre de 1542, amb l'objectiu de millorar el tracte i qualitat de vida dels aborígens sotmesos a l'Amèrica espanyola), a més de manar treure les comandes als pizarristes (i per aquesta raó es van rebel·lar en la nit del 12 de novembre de 1553). D'aquesta manera, Girón va detenir el corregidor de Cusco mentre els seus seguidors arrasaven el seu habitatge i, havent organitzat un exèrcit de 900 homes, se'l van emportar detingut fins a Lima.
La Reial Audiència de Lima, assabentada del que va passar, va armar un exèrcit al comandament de Pedro de Meneses, que no va assolir vèncer a les forces d'Hernández Girón, per la qual cosa l'Audiència va reorganitzar les seves forces al comandament del mariscal Alonso de Alvarado, però aquest també va ser vençut a la batalla de Chuquinga, el 21 de maig de 1554.
Finalment, el 8 d'octubre del mateix any, Diego de Villarroel va participar amb Jerónimo Luis de Cabrera, entre d'altres, a la batalla de Pucará, on Hernández Girón va ser derrotat però va assolir escapar, i dos mesos més va ser detingut i portat a Lima, on seria condemnat a mort i executat a principis de desembre de 1554. Amb la mort de tots dos cabdills (Pizarro i Girón) culminarien les guerres civils del virregnat peruà.

## Alcalde de Santiago del Estero
Posteriorment, quan el seu oncle Francisco de Aguirre va parti cap al Tucumán, Diego de Villarroel (que ja estava a Xile) el va acompanyar en tota la campanya que va culminar amb l'arrest del governador tucumà Juan Nuñez de Prado i en la fundació de Santiago del Estero, de la que va ser cabildant, sent el primer any regidor i el 1554 va ser el seu alcalde, i es va convertir en comander.

### Viatge a Espanya i retorn
En conèixer Aguirre la mort de Pedro de Valdivia i partir precipitadament rumb a Xile, Villaroel el va acompanyar. En el període en què es discutia si Villagra o Aguirre obtindria la governació de Xile, Villarroel va partir cap a Espanya el 1555 com a procurador d'Aguirre. Després de tenir permís per residir a Xile, Villarroel va tornar d'Europa el 1556 amb la seva esposa Maria Maldonado de Torres i la seva filla Gabriela.
Posteriorment va partir amb el seu oncle, Francisco de Aguirre, a la ciutat de Santiago del Estero quan aquest va viatjar per fer-se càrrec de les seves funcions de governador del Tucumán a finals de 1563, per mandat del virrei-comte Diego López de Zúñiga y Velasco, i que casualment havia estat ordenat per Reial cèdula del 29 d'agost del mateix anny.

## Tinent de governador general de San Miguel de Tucuman

### Fundador de San Miguel de Tucumán
En el seu caràcter de lloctinent general d'Aguirre fins a mitjans de 1566, va fundar el 31 de maig de 1565 per mandat d'Aguirre la ciutat de «San Miguel de Tucuman i Nueva Tierra de Promisión», en el lloc conegut com a Camps d'Ibatín (a uns 60 km al sud-oest del centre de l'actual ciutat de San Miguel de Tucumán, i en la sortida oriental de la Quebrada del Portuguès, i es va transformar d'aquesta manera en el primer tinent de governador i capità de la nova ciutat i el seu territori jurisdiccional.

### Canvi de residència i defunció
Entre gener i abril de 1578, Diego de Villarroel es va traslladar de la ciutat de San Miguel de Tucumán, en la qual residia des de la seva fundació, a la de Santiago del Estero. Moriria allà l'any 1580, sense deixar fortuna.

## Matrimoni i descendència
El conqueridor Diego González de Villarroel i Aguirre Meneses s'havia unit en matrimoni el 1550 a Villafranca del Puente del Arzobispo amb Maria Magdalena Maldonado de Torres.
Diego de Villarroel i Maria Maldonado de Torres van tenir quatre fills:
- Gabriela González de Villarroel y Maldonado (n. Santiago del Estero, 1553), que es va casar amb el mestre de camp Juan Ramírez de Montalvo, que va ser alcalde de Nuestra Señora de Talavera de Esteco.[14][15]
- Catalina de Villarroel y Maldonado (Vilafranca del Puente del Arzobispo, 1560 - Córdoba de la Nueva Andalucía, 13 de març de 1619), que es va unir en matrimoni amb el tinent de governador Pedro Luis de Cabrera y Martel.[14][16]
- María Juana de Villarroel y Maldonado (n. c. 1562), que es casar amb el capità Juan Juárez Baviano y Sánchez Garzón. Maria i Juan van tenir quatre fills, dos homes i dues dones.[14][17]
- Pedro González de Villarroel y Maldonado (Santiago del Estero, 1563 - ib., 1615) era un mestre de camp general que va assistir a les fundacions de les ciutats de Salta (1582) i de La Rioja (1591), i es va casar amb Petronila de la Truja, amb qui va tenir deu fills.[11][14][18][19]

D'una relació extramatrimonial prèvia a les seves primeres núpcies va tenir almenys una filla:
- María de Villarroel (n. ca. 1546), que es va casar amb el capità Alonso de Cepeda i van tenir dos fills, Teresa i Diego.[13][20]

### Llibres
- Barredo de Valenzuela, Adolfo. Nobiliario de Extremadura (en castellà). vol. 4.  Madrid: Hidalguía, 1999.
- Binayán, Narciso. Historia genealógica argentina (en castellà).  Emecé, 1999.
- Calvo, Carlos. Nobiliario del antiguo Virreynato del Río de la Plata (en castellà).  Librería y editorial La Facultad de Bernabé y cía., 1939.
- Cornet, Fernand M. Cosas de familia. Historia genealógica de los Cornet del Tucumán (en castellà).  Editrice UNI Service, 2011. ISBN 9788861787674.
- Levillier, Roberto. Biografías de conquistadores de la Argentina en el siglo XVI: Tucumán (en castellà).  Pueyo, 1928.
- Luque Colombres, Carlos A. Diego de Villarroel: notas y referencias documentales para su biografía (en castellà).  Nuevo Extremo, 1966.
- Luque Colombres, Carlos A. Para la historia de Córdoba: monografías, artículos y otros escritos (en castellà). 2.  Biffignandi-Ediciones, 1973.
- Méndez Paz, Carlos A. Patricios y elites. El caso argentino, 1535-1943. Ensayo (en castellà).  Instituto Ruy Díaz de Guzmán de Investigación Histórica y Social, 2005.
- Salazar y Castro, Luis de. Historia genealógica de la Casa de Silva (en castellà). 1, 1685.
- Udaondo, Enrique. Diccionario Biográfico Colonial Argentino (en castellà).  Huarpes, 1945.
- Zenarruza, Jorge G. C.. General Juan Ramírez de Velasco. Señor divisero de la Divisa Solar y Casa Real de la Piscina, gobernador del Tucumán, Paraguay y Río de la Plata, fundador de las ciudades de Todos los Santos de la Nueva Rioja, Nueva Villa de Madrid, San Salvador de Velasco, en el Valle de Jujuy. Un estudio para su biografía (en castellà).  Buenos Aire: Instituto de Estudios Iberoamericanos, 1984.

### Publicacions
- Cuarto centenario de las fundaciones de Córdoba y Santa Fe, 1573-1973 (en castellà).  Academia Nacional de la Historia Argentina, 1974.
- Boletín del Centro de Estudios Genealógicos de Córdoba (en castellà). 15, 17-18.  Centro de Estudios Genealógicos de Córdoba, 1982.
- Los vascos en la Argentina. Familias y protagonismo (en castellà).  Fundación Vasco Argentina Juan de Garay, 2006.
- Crónicas útiles para una futura historia de Jujuy, estado federal argentino (en castellà). 2.  Instituto de Estudios Iberoamericanos, 1994.
- Revista de la Junta de Estudios Históricos de Tucumán (en castellà). 11-12.  Junta de Estudios Históricos de Tucumán, 2003.